# Christian Zippert
Christian Zippert (* 30. Oktober 1936 in Berlin-Lichterfelde; † 15. August 2007 in Marburg-Michelbach) war ein deutscher Theologe, Liturgiewissenschaftler und Bischof der Evangelischen Kirche von Kurhessen-Waldeck.

## Leben
Christian Zippert wuchs in Berlin, Breslau und München auf. Er studierte von 1954 bis 1956 Germanistik in München sowie von 1956 bis 1961 Evangelische Theologie in Marburg und Göttingen. Während der Zeit in München gehörte er dort zur Studentenverbindung Münchener Wingolf. Während seines Studiums in Marburg lebte Zippert im Collegium Philippinum der Hessischen Stipendiatenanstalt und hatte dort 1957/1958 das Amt des Tutors inne.
Nach seiner Zeit als Wissenschaftlicher Assistent und Vikar in Marburg war Christian Zippert in den Jahren von 1965 bis 1973 als Pfarrer zunächst in Marburg-Michelbach und danach an der Lutherischen Pfarrkirche in Marburg tätig. Während dieser Zeit wurde er 1969 mit einer reformationsgeschichtlichen Arbeit zum Thema Der Gottesdienst in der Theologie des jungen Bucer an der Theologischen Fakultät der Universität Marburg promoviert. Seit 1963 gehörte er der evangelischen Michaelsbruderschaft an und wurde 1968 „Ältester“ des oberhessischen Konvents der Bruderschaft.
1973 wurde er an das Evangelische Predigerseminar in Hofgeismar berufen und war dessen Direktor, bevor er 1980 Propst des Sprengels Waldeck und Marburg in Marburg wurde. 1992 wurde Zippert zum Bischof der Evangelischen Kirche von Kurhessen-Waldeck (EKKW) gewählt. Nach seinem Ruhestand im Jahr 2000 war er bis 2006 Kommunitätsbeauftragter des Rates der EKD.
Seit 1988 war Zippert Honorarprofessor für das Fach Praktische Theologie an der Philipps-Universität Marburg. Er war liturgiewissenschaftlich tätig und prägte heutige Gottesdienstformen. Zippert war ein großer Freund der Ökumene, vor allem mit der römisch-katholischen Kirche. Ihm lag die Aussöhnung mit den Völkern Osteuropas am Herzen. Zugleich engagierte er sich im Dialog mit dem Judentum.
Sein Sohn Thomas Zippert ist seit 2011 Professor für Diakonik an der Fachhochschule der Diakonie in Bielefeld.

## Werke (Auswahl)
- Liedpredigten, Johannes Stauda Verlag, Kassel 1984, ISBN 3-7982-0180-3
- Gottesdienstbuch. Gebete, Lesungen, Lieder für die Sonn- und Feiertage des Kirchenjahres, 3. Aufl. Gütersloher Verl.-Haus 1995.
- Hingabe und Heiterkeit. Vom Leben und Wirken der heiligen Elisabeth (mit Gerhard Jost), Kassel 2006.